# رنين بلازمون السطح

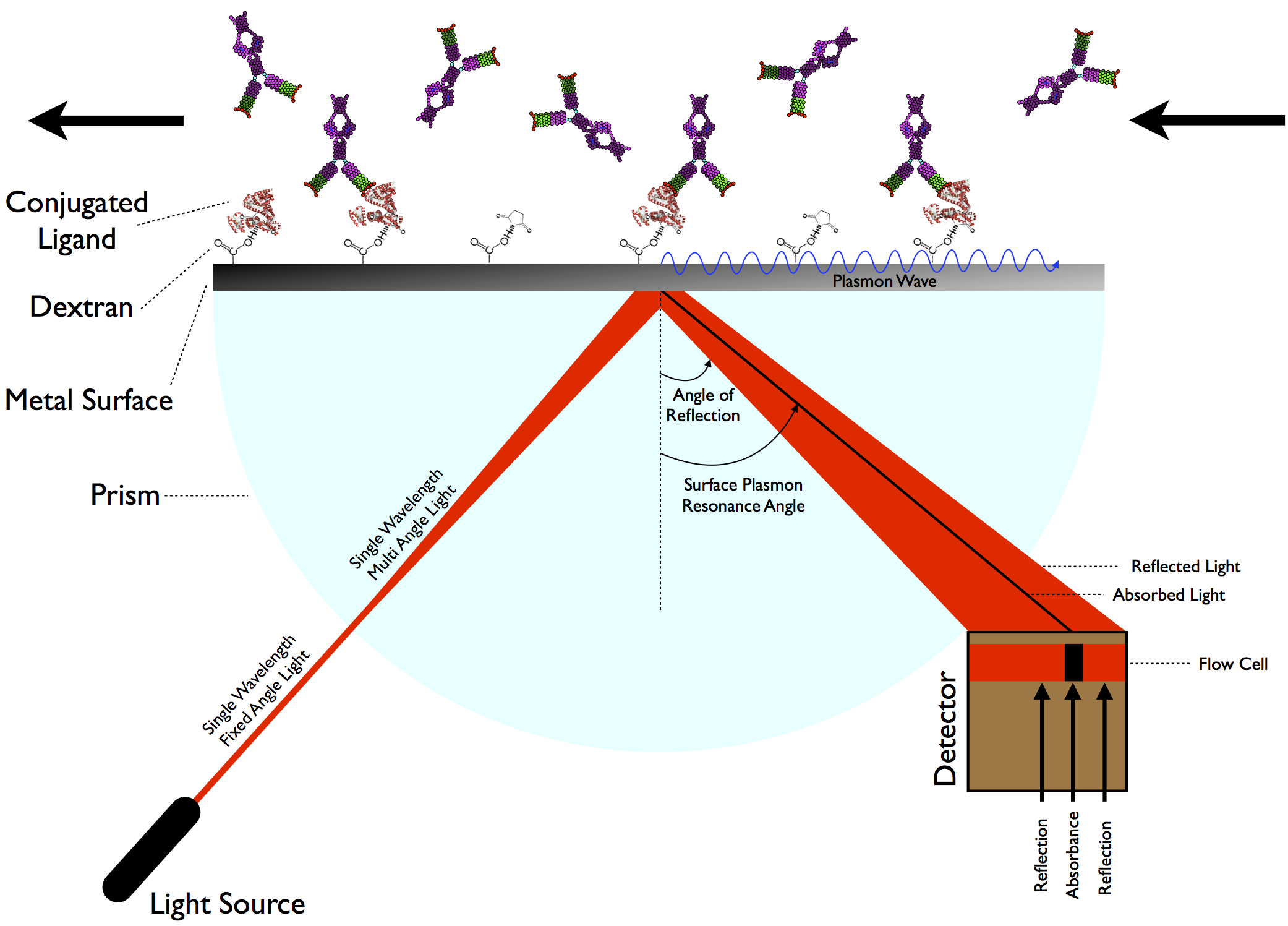
رنين بلازمون السطح (SPR).

رنين بلازمون السطح (SPR) تظهر هذه الخاصية في أسطح بعض المعادن وهي نتيجة الحركة الجماعية للإلكترونات الحرة الموجودة بالجسيم النانوني عند سقوط الضوء عليها. هي حركة دورية يتغير فيها اتجاه حركة الإلكترونات مع الزمن بنفس تذبذب الموجة الكهرومغناطيسية الضوئية الساقطة.
تظهر هذه الخاصية بشكل واضح في الذهب والفضة والنحاس في منطقة الضوء المرئي وهي المسئولة عن تغير ألوانهم عند وصول هذه العناصر لحجم النانو ولها العديد من الخصائص والتطبيقات.
تعتمد هذه الخاصية علي حجم الجسيم وشكله والوسط الموجود الجسيم به.
تتسبب هذه الخاصية في رفع درجة حرارة الوسط المحيط بالجسيم النانوني عند سقوط الضوء عليها وبالتالي وجدت هذه الخاصية الطريق للعديد من التطبيقات منها :
1. قتل الخلايا السرطانية باستخدام جسيمات الذهب.
2. استخدام جسيمات الفضة النانونية في صناعة كبسولات (داخلها دواء) لا تخرج ما بها إلا عند سقوط أشعة الليزر عليها فتصهر البوليمر المكون منه الكبسولة.

## قراءة إضافية
- A selection of free-download papers on Plasmonics in New Journal of Physics
- Heinz Raether (1988). Surface plasmons on smooth and rough surfaces and on gratings. Springer Verlag, Berlin. ISBN:978-3-540-17363-2.
- Stefan Maier (2007). Plasmonics: Fundamentals and Applications. Springer. ISBN:978-0-387-33150-8.
- Richard B M Schasfoort؛ Anna J Tudos، المحررون (2008). Handbook of Surface Plasmon Resonance. RSC publishing. ISBN:978-0-85404-267-8.
- A short detailed synopsis of how surface plasmon resonance works in practice